# Goshogawara
Goshogawara (五所川原市; Goshogawara-shi) és una ciutat del Japó situada a la prefectura d'Aomori.